# Ottagono (periodico)
Ottagono. Rivista trimestrale di architettura arredamento industrial design  è stato una rivista di architettura, arredamento e design a cadenza trimestrale, edito da Editrice Compositori.

## Storia
Fondata nel 1966 dalla collaborazione di otto marchi storici del design italiano: Arflex, Artemide, Bernini, Boffi, Cassina,  FLOS, ICF DePadova e Tecno, è stata una rivista di riferimento per il mondo del design e dell’architettura. Nel 1979 alla rivista fu assegnato il “Compasso d’Oro”, il premio dell'Associazione Disegno Industriale. La rivista ha interrotto le uscite a fine 2014. allorché il marchio e l'archivio storico della rivista furono acquisiti da Tecno.

## Riconoscimenti
- Compasso d’Oro 1979[1]

## Collaboratori
- Marco De Michelis, Giovanni Klaus Koenig, Paolo Farina, Alessandro Mendini, Tomás Maldonado, Valerio Morpurgo